# Linus Neli

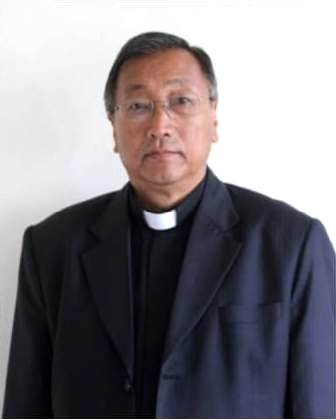
Linus Neli, 2023

Linus Neli (* 26. April 1957 in Imphal) ist ein indischer Geistlicher und römisch-katholischer Erzbischof von Imphal.

## Leben
Linus Neli studierte Philosophie am Christ the King College in Shillong und Theologie am Priesterseminar in Prune. Am 20. Dezember 1984 empfing er das Sakrament der Priesterweihe für das Erzbistum Imphal.
Nach der Priesterweihe war er zunächst Studiendekan am Knabenseminar des Erzbistums Imphal und anschließend von 1986 bis 1988 persönlicher Sekretär des Erzbischofs. Nach einem Jahr als Kaplan in Hundung studierte er an der Päpstlichen Universität Urbaniana Kanonisches Recht und wurde zum Dr. iur. can. promoviert. Von 1994 bis 1998 war er Kanzler und Offizial des Erzbistums Imphal. Von 1998 bis 2004 leitete er das Herz-Jesu-Institut in Hundung, anschließend war er bis 2007 geistlicher Direktor des St. John’s Medical College Hospital in Bangalore. Von 2007 bis 2010 war er Generalvikar des Erzbistums Imphal. Nach drei Jahren als Pfarrer in Ukhrul war er von 2013 bis 2014 Caritasdirektor der nationalen Caritasorganisation Indiens. Von 2014 bis 2017 war er Rektor des Oriens Theological College in Shillong und von 2016 bis 2019 Pfarrer und Institutsdirektor in Monsang Pantha. Seit 2019 leitete er das Exerzitienzentrum des Erzbistums und war Offizial des Metropolitantribunals.
Papst Franziskus ernannte ihn am 7. Oktober 2023 zum Erzbischof von Imphal. Sein Amtsvorgänger Dominic Lumon spendete ihm am 8. Dezember desselben Jahres auf dem Gelände der Don-Bosco-Kirche in Senapati die Bischofsweihe. Mitkonsekratoren waren der Erzbischof von Guwahati, John Moolachira, und der Bischof von Kohima, James Thoppil.